# Ulmus thomasii
Ulmus thomasii
Espèce
Classification phylogénétique
Répartition géographique
L’Orme liège, Ulmus thomasii , est une espèce de plantes à fleurs de la famille des Ulmaceae. C'est un orme que l'on trouve au Canada.